# 汪諴
汪諴（1772年—1819年），字孔皆，號十村，浙江杭州府錢塘縣人，清朝政治人物、藏書家。清乾隆甲寅恩科举人。

## 生平
世代為杭州藏書家。乾隆五十九年（1794年）甲寅恩科舉人，授刑部主事。好藏書，自號振綺堂主人。

## 家族
祖父汪憲；父汪璐。子汪遠孫、汪孫、汪遹孫、汪邁孫、汪迪孫、汪述孫。